# Chiara Di Camillo
Chiara Di Camillo (* 5. März 2004 in Italien) ist eine italienisch-albanische Skirennläuferin. 

## Biographie
Di Camillo wurde als Tochter eines Italieners und einer Albanerin geboren, wodurch sie beide Staatsbürgerschaften besitzt. Bis 2020 startete sie bei Kinder- und Jugendrennen für den italienischen Verband, bevor sie sich zu einem Verbandswechsel nach Albanien entschloss. Da dieser vor dem vollendeten 16. Lebensjahr geschah, bedurfte es keiner Zustimmung des italienischen Verbands.
Ihr internationales Renndebüt gab sei bereits für Albanien startend am 13. Januar 2021 bei einem FIS-Slalom in Kolašin.
Bereits einen Monat später startete Di Camillo erstmals bei Alpinen Skiweltmeisterschaften. Bei den Wettkämpfen in Cortina d’Ampezzo belegte sie im Slalom den 48. und letzten Platz.
Abgesehen von internationalen Großereignissen startet Di Camillo hauptsächlich bei FIS-Rennen in Italien. 2021 und 2022 wurde sie jeweils albanische Meisterin im Riesenslalom und im Slalom.

## Erfolge

### Weltmeisterschaften
- Cortina d’Ampezzo 2021: 48. Slalom
- Courchevel/Méribel 2023: 78. Slalom, DNQ Riesenslalom

### Juniorenweltmeisterschaften
- St. Anton 2023: 41. Riesenslalom, 41. Slalom
- Haute-Savoie 2024: 43. Slalom, 61. Riesenslalom, DNS Super-G
- Tarvis 2025: 38. Abfahrt, 45. Super-G, 46. Slalom, 64. Riesenslalom

### Europäisches Olympisches Winter-Jugendfestival
- Vuokatti 2021: 16. Mannschaft, DNF Slalom

### Weitere Erfolge
- Albanische Meisterin im Riesenslalom (2021, 2022)
- Albanische Meisterin im Slalom (2021, 2022)